# Leucochlaena jordana
Leucochlaena jordana är en fjärilsart som beskrevs av Otto Staudinger. Leucochlaena jordana ingår i släktet Leucochlaena och familjen nattflyn. Inga underarter finns listade i Catalogue of Life.